# Chlorissa amphitritaria
Chlorissa amphitritaria är en fjärilsart som beskrevs av Charles Oberthür 1879. Chlorissa amphitritaria ingår i släktet Chlorissa och familjen mätare. Inga underarter finns listade i Catalogue of Life.